# UFC 37.5
UFC 37.5: As Real As It Gets è stato un evento di arti marziali miste tenuto dalla Ultimate Fighting Championship il 22 giugno 2002 al resort Bellagio di Las Vegas, Stati Uniti.

## Retroscena
UFC 37.5 è stato un evento organizzato in fretta e furia per promuovere l'UFC sul varietà TV The Best Damn Sports Show Period, il quale trasmise il match tra Steve Berger e Robbie Lawler, ovvero il primo incontro di arti marziali miste trasmesso in TV negli Stati Uniti.
Il nome dell'evento 37.5 venne scelto per il fatto che l'UFC aveva già annunciato e promosso il successivo evento UFC 38: Brawl at the Hall, il primo dell'UFC nel Regno Unito.
L'evento presentava un'unica card di soli sei incontri e non venne trasmesso live in pay per view.

## Risultati
- Incontro categoria Pesi Leggeri:  Yves Edwards contro  João Marcos Pierini

Edwards sconfisse Pierini per KO Tecnico (infortunio) a 1:19 del primo round.
- Incontro categoria Pesi Medi:  Tony Fryklund contro  Rodrigo Ruas

Fryklund sconfisse Ruas per KO Tecnico (colpi) a 3:34 del secondo round.
- Incontro categoria Pesi Welter:  Robbie Lawler contro  Steve Berger

Lawler sconfisse Berger per KO Tecnico (pugni) a 0:27 del secondo round.
- Incontro categoria Pesi Welter:  Pete Spratt contro  Zach Light

Spratt sconfisse Light per sottomissione (armbar) a 2:22 del primo round.
- Incontro categoria Pesi Welter:  Benji Radach contro  Nick Serra

Radach sconfisse Serra per decisione unanime (29–28, 30–27, 30–27).
- Incontro categoria Pesi Mediomassimi:  Chuck Liddell contro  Vítor Belfort

Liddell sconfisse Belfort per decisione unanime (30–27, 30–27, 29–28).